# Chris Claremont
Chris Claremont (Londen, 25 november 1950) is een Amerikaanse stripboekschrijver die vooral bekend is van zijn 16 jaar (1976 – 1991) als schrijver voor de stripserie X-Men. Gedurende de tijd dat hij aan deze stripserie meewerkte, werd deze een van de populairste strips in Amerika.

## Schrijversprofiel
Claremont wordt gezien als een van de belangrijkste schrijvers van Marvel Comics, aangezien hij aan een van Marvels bekendste series, Uncanny X-Men, heeft meegewerkt gedurende zestien jaar. Daarmee is hij momenteel recordhouder van schrijver die het langst met dezelfde stripserie bezig is geweest. Claremont blies de X-Men strips nieuw leven in door een geheel nieuw multicultureel team van helden te verzinnen. Hij werd vooral geprezen voor zijn sterke karakters en verhalen vol actie. Claremonts verhalen vormden jarenlang de standaard voor veel strips.
Het grootste punt van kritiek op Claremonts werk was zijn schrijfstijl. Hij liet zijn personages vaak in lange paragrafen spreken die vaak als gedwongen en onrealistisch werden gezien.

## Marvel Comics biografie
Toen Claremont net begon met het schrijverswerk werkte hij aan de stripserie Iron Fist in 1974. Hier werkte hij samen met John Byrne. Len Wein gaf Claremont uiteindelijk de opdracht om te gaan schrijven voor de opnieuw uitgebrachte X-Men serie.
Gedurende zijn jaren als X-Men schrijver, werkte Claremont mee aan veel inmiddels klassieke verhalen zoals de "Dark Phoenix Saga" en "Days of Future Past". Hij hielp ook mee met het bedenken van vele belangrijke X-Men personages zoals Rogue, Psylocke, Shadowcat, Phoenix, Sabretooth, Mystique, Emma Frost, Jubilee, Rachel Summers, Mister Sinister, Madelyne Pryor en Gambit. Daarnaast hielp hij met het uitbrengen van de tot nu toe meest succesvolle X-Men spin-off, de New Mutants.
In 1991 verliet Claremont Marvel Comics vanwege een argument met de uitgevers. In 1998 keerde hij weer terug bij Marvel als schrijver van de Fantastic Four. Hij werkte ook mee aan Wolverine, Uncanny X-Men en X-Men totdat hij werd overgeplaatst naar X-Treme X-Men samen met Salvador Larroca.
In 2006 dwong een ziekte Claremont om zijn nieuwe stripserie Exiles uit te stellen. Ook zijn werk aan Uncanny X-Men kon hij niet voortzetten, en dit werd overgenomen door Tony Bedard.

## Carrière buiten Marvel Comics
Claremont heeft ook veel verhalen geschreven voor andere uitgevers, waaronder de Star Trek Debt of Honor graphic novel. Hij werkte ook een tijdje voor Marvels concurrent DC Comics aan stripseries als Sovereign Seven en Justice League. Verder werkte hij voor Dark Horse Comics.
Buiten de strips om schreef Claremont mee aan de Chronicles of the Shadow War trilogie: Shadow Moon (1995), Shadow Dawn (1996), en Shadow Star (1999), met George Lucas. Deze trilogie vertelde het verhaal van het personage Elora Danan uit de film Willow.
In de jaren 80 schreef hij een sciencefiction trilogie bestaande uit de delen First Flight (1987), Grounded! (1991), en Sundowner (1994).
Claremont heeft een cameo in de film X-Men: The Last Stand gedurende de openingsscène. Hij wordt in de aftiteling aangeduid als "Lawnmower man" (grasmaaier man).

## Prijzen
Claremont won de Comics Buyer's Guide Fan Award voor "Favoriete Schrijver" in 1983, 1984, 1988, 1989, en 1990. Hij won ook de CBG Fan Awards voor "Favoriete Stripboek verhaal" in 1990 (The X-tinction Agenda) en "Favoriete Graphic Novel of Album" in 1992 (Star Trek: Debt of Honor).